# Pharangispa
Pharangispa là một chi bọ cánh cứng trong họ Chrysomelidae.
Chi này được miêu tả khoa học năm 1929 bởi Maulik.

## Các loài
Các loài trong chi này gồm:
- Pharangispa alpiniae (Samuelson, 1990)
- Pharangispa cristobala (Gressitt, 1957)
- Pharangispa fasciata (Gressitt, 1957)
- Pharangispa heliconiae (Gressitt, 1990)
- Pharangispa purpureipennis (Maulik, 1929)